# Anneliese Lissner
Anneliese Lissner geborene Dymke (* 26. April 1925 in Remscheid; † 16. August 2008 in Erkrath) war eine deutsche Philologin und Journalistin. Von 1971 bis 1989 war sie als erste Frau Generalsekretärin der Katholischen Frauengemeinschaft Deutschlands (kfd).
Die studierte Germanistin und Philologin promovierte 1951 an der Julius-Maximilians-Universität Würzburg mit der Arbeit Die wirkliche Welt im deutschen Zaubermärchen: Studien zum Märchengepräge zur Dr. phil.
Anschließend absolvierte sie ein Volontariat bei einer Tageszeitung, wechselte dann in die Redaktion einer katholischen Kinderzeitschrift und war schließlich von 1959 bis 1971 Schriftleiterin der katholischen Zeitschrift Frau + Mutter.
1971 wurde Anneliese Lissner als erste Frau in das bis dahin Priestern vorbehaltene Leitungsamt der kfd berufen. Lissner profilierte sich als konsequente, kompetente und mutige Sachwalterin in Fragen zur Stellung der Frauen in der römischen Kirche.
Darüber hinaus arbeitete Lissner in der Liturgiekommission der Deutschen Bischofskonferenz, im Präsidium des Zentralkomitees der deutschen Katholiken und im Rundfunkrat des Westdeutschen Rundfunks.
Lange war sie auch zweite Vorsitzende des deutschen Weltgebetstagskomitees.

## Ehrungen
Lissner wurde am 10. Mai 1991 mit dem Verdienstorden des Landes Nordrhein-Westfalen ausgezeichnet.